# 트로이 매클로혼
트로이 매클로혼(Troy McLawhorn, 1968년 11월 4일 ~ )는 미국의 기타리스트로, 에바네센스와 다크 뉴 데이의 일원으로 활동하고 있다.